# Parco naturale del fiume Savio

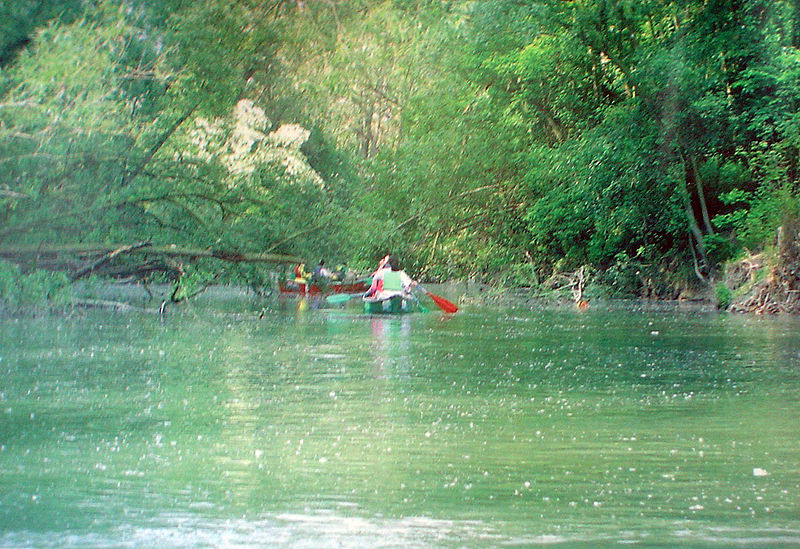
Canoisti sul fiume Savio

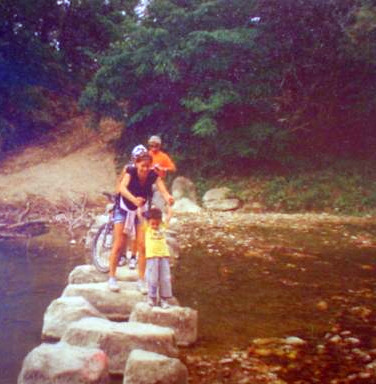
Il fiume

Il parco naturale del fiume Savio si trova nel comune di Cesena, lungo il corso del Savio.

## Descrizione
Arriva fin dentro il centro urbano di Cesena, sviluppandosi per 6 km, da Molino Cento fino al Ponte Nuovo. È previsto un ampliamento verso la zona di Roversano. Il parco ospita un'ampia varietà di uccelli e di mammiferi selvatici, dagli aironi alle poiane, dalle lepri ai caprioli. L'accesso all'area naturalistica avviene attraverso sentieri a basso impatto ambientale, presenti su entrambe le rive, con attraversamenti a guado e passerelle ciclopedonali, mentre il tratto fra il Ponte Vecchio e il Ponte Nuovo è concepito come parco urbano per il tempo libero dei cittadini. Nel parco si svolgono attività didattiche promosse dell'Associazione del Parco del Savio.

## Flora presente all'interno del parco
- Fragmite
- Salice bianco
- Salice rosso
- Salice lanoso
- Pioppo nero
- Pioppo bianco
- Robinia
- Ailanto
- Olmo campestre
- Sambuco
- Biancospino
- Prugnolo
- Mirabolano
- Rovo
- Sanguinella
- Edera
- Vitalba
- Ontano
- senape
- Indaco bastardo

## Fauna presente all'interno del parco
- Nitticora
- Garzetta
- Airone
- Poiana
- Martin pescatore
- Cesena
- Picchio
- Lepre
- Istrice
- Riccio
- Volpe
- Cervo
- Capriolo
- Cinghiale